# Carlos Horacio Ponce de León
Carlos Horácio Ponce de León, foi um bispo argentino que nasceu em Navarro, no dia 17 de março de 1914 e faleceu em 11 de julho de 1977, vítima de um acidente de trânsito entre San Nicolás de los Arroyos e Buenos Aires.

## Biografia
Foi ordenado como sacerdote no dia 17 de dezembro de 1938. Em Buenos Aires, atuou primeiramente nas paróquias de São João Batista, São Pedro e São João Batista Vianney.
Em 1951, foi nomeado responsável pela paróquia de Nossa Senhora de Carmen, que sob sua gestão foi dividida em cinco paróquias.
Em 1959, organizou a primeira missão zonal do distrito nº 1 da Arquidiocese de Buenos Aires.
No dia 15 de junho de 1962, era o pároco da Basílica de Santa Rosa, em Buenos Aires, quando foi nomeado, pelo Papa João XXIII bispo auxiliar da Arquidiocese de Salta.
No dia 28 de maio de 1963, devido ao falecimento do Arcebispo de Salta, Monsenhor Tavella, foi nomeado Vigário Capitular de Salta, cargo que manteve até a posse do novo Arcebispo.
Em 18 de junho de 1966, tomou posse como bispo da Diocese de San Nicolás de los Arroyos, na Província de Buenos Aires, tendo escolhido como lema episcopal: "Não vim para ser servido, mas para servir". 
Naquele diocese:
- organizou cursos de preparação para o batismo e para o casamento, além de aumentar para dois anos o tempo de preparação para a primeira comunhão;
- fundou a Cáritas Diocesana e a Escola Diocesana de Serviço Social.

San Nicolás teve grande importância nos projetos do nacionalismo militar e do industrialismo peronista que gerou um considerável desenvolvimento econômico e urbano. A evangelização dos núcleos operários foi uma de suas prioridades durante a gestão de Diocese de San Nicolás. Nesse contexto, realizou atividades como: "Os Encontros do Povo de Deus", "Acampamentos de Jovens" e peregrinações. Suas atividades geraram reações hostis dos setores tradicionalistas. Vários padres jovens que tinham conflitos com bispos conservadores foram acolhidos na Diocese de San Nicolás.
Antes da implantação da ditadura, havia na reunião uma confrontação que envolvia, de um lado: grupos ligados à esquerda peronista e marxistas, e de outro: o campo majoritários do peronismo que controlava a União Operária Metalúrgica. Os peronistas de esquerda aliados aos marxistas tiveram uma vitória eleitoral na "Villa Constitución". Em março de 1975, o campo majoritário do peronismo reagiu enviando uma caravana de uma centena de veículos com homens armados para desmantelar os peronistas de esquerda e marxistas. Esse confronto gerou detidos e Ponce de León viajou à Buenos Aires para ajudar a libertá-los. Muitos daqueles ativistas sindicais seriam sequestrados e assassinados após o golpe militar.
Depois da instalação da Ditadura Militar Argentina, em 24 de março de 1976. Foi um dos poucos integrantes da hierarquia da Igreja Católica na Argentina que criticou os crimes contra os direitos cometidos pelo regime ditatorial, tendo inclusive, recebido familiares dos desaparecidos e procurado obter informações.
Os militares o qualificavam como inimigo do Monsenhor Bonamín, bispo que apoiava os militares, e afirmavam que ele dirigia o Movimento de Sacerdotes para o Terceiro Mundo em San Nicolás.
Houve uma operação militar que retirou objetos da sede da diocese, na ocasião exigiu um inventário de tudo o que foi requisitado, incluindo um mimeógrafo.
Orientou aos sacerdotes da dioceses para que não dormissem sozinhos nas casas paroquiais, mas que preferissem dormir em casas de famílias que colaboravam com a Igreja, pois desse modo, se houvesse uma prisão, haveria quem pudesse, rapidamente avisá-lo.
Pouco antes da Semana Santa de 1976, obteve do tenente coronel Manuel Fernando Saint Amant, a libertação de oito sacerdotes de diferentes paróquias que estavam detidos em quartéis de San Nicolás.
Em maio de 1976, durante a primeira reunião plenária do Episcopado Argentino, após o Golpe de Estado, relatou o assédio e a humilhação a que ele foi submetido e foi um dos mais enfatizou a necessidade de uma forte declaração pública, que o episcopado rejeitou.
Em julho de 1976, ficou bastante abalado com o Massacre de San Nicolás assassinato de três sacerdotes e dois seminaristas palotinos, na Igreja de São Patrício, pois tinha estreito contato com as vítimas, incluindo os padres Alfie Kelly e José Aramburu e o seminarista Salvador Barbeito, além disso, padres palotinos davam aulas no Seminário Diocesano de San Nicolás. Naquele contexto, decidiu suspender as aulas no Seminário de San Nicolás, que tiveram que prosseguir os estudos em outros seminários.
No dia 11 de julho de 1977, se dirigia desde San Nicolás até a Buenos Aires e foi vítima de um suposto acidente automobilístico que causaria a sua morte.
Entretanto, várias circunstâncias indicam que não se tratou de um acidente, mas de um assassinato disfarçado como acidente de trânsito, ou seja, uma situação semelhante àquela que causou à morte do bispo Enrique Angelelli.